# محطة تيانوان للطاقة النووية
محطة تيانوان للطاقة النووية هي محطة طاقة نووية تقع في يانيونغانغ،جيانغسو.تتكون المحطة من 4 مفاعلات ينتج كل منها ألف ميجاواط و2 مفاعل قيد الإنشاء بقدرة ألف ميجاواط و2 من المخطط إنشائهم.إذا أكتملت جميع المفاعلات ستصبح المحطة أكبر محطة طاقة نووية في العالم.